# Phillip Sonntag
Phillip A. Sonntag (Contea di Scott, settembre 1878 – 20 giugno 1917) è stato un ginnasta e multiplista statunitense.

## Carriera
Sonntag partecipò ai Giochi olimpici di Saint Louis 1904 nelle gare di triathlon e ginnastica. Giunse ottavo nel concorso a squadre, sessantaduesimo nel concorso generale individuale, quarantatreesimo nel triathlon e settantatreesimo nel concorso a tre eventi.